# Doce de Octubre (Buenos Aires)
Doce de Octubre es una localidad argentina del centro de la provincia de Buenos Aires, perteneciente al partido de Nueve de Julio en la República Argentina.

## Población
Cuenta con 200 habitantes (Indec, 2022), lo que representa un descenso 219 habitantes (Indec, 2010) del censo anterior.
| Gráfica de evolución demográfica de Doce de Octubre entre 1991 y 2022 |
|                                                                       |
| Fuente: Censos nacionales del INDEC                                   |